# Alibertia tobagensis
Alibertia tobagensis là một loài thực vật có hoa trong họ Thiến thảo. Loài này được Sprague & R.O.Williams mô tả khoa học đầu tiên năm 1928.